# Pont de Särkijärvi
Le pont de Särkijärvi (en finnois : Särkijärven silta) est un pont reliant les quartiers de Vuores et de Lahdesjärvi à Tampere en Finlande.

## Présentation
Le pont traversant le lac Särkijärvi est ouvert le 1er juillet 2011. 
Le pont mesure  environ 13 mètres de haut, 310 mètres de long et 12 mètres de large. 
La structure du pont est un tablier en béton armé à trois travées avec un pont à poutres en acier composite. 
Les travées des piliers du pont sont de 72, 96 et 72 mètres.
En 2011, le pont est le plus long du réseau routier de Tampere,.